# Gieorgij Jefriemienko
Gieorgij Jefriemienko (ros. Георгий Георгиевич Ефременко; ur. 15 stycznia 1986 w Rostowie nad Donem) – rosyjski wioślarz.

## Osiągnięcia
- Mistrzostwa Świata Juniorów – Banyoles 2004 – ósemka – 4. miejsce[1].
- Mistrzostwa Świata U-23 – Glasgow 2007 – ósemka – 9. miejsce[1].
- Mistrzostwa Europy – Brześć 2009 – ósemka – 8. miejsce[1].
- Mistrzostwa Europy – Montemor-o-Velho 2010 – ósemka – 5. miejsce[1].